# ゴマニザ
ゴマニザ （学名：Acanthurus guttatus、英名：whitespotted surgeonfish）は、スズキ目ニザダイ亜目ニザダイ科に属する魚。

## 分布
太平洋からインド洋に広く分布する。日本では和歌山県以南の太平洋沿岸、琉球列島などに生息する。

## 生態
体長は25cm程度。体色は灰色で、3本の白い横帯がある。胸鰭は黄色。体の後方に無数の白い斑点があり、波立った白波の中で身を隠すのに効果的とされる。水深2m～5mのサンゴ礁、岩礁で群れを作って泳ぐ。主に藻類を食べる。

## 利用
食用として利用される他、観賞魚としても利用される。